# Sorsogona humerosa
Sorsogona humerosa is een straalvinnige vissensoort uit de familie van de platkopvissen (Platycephalidae). De wetenschappelijke naam van de soort is voor het eerst geldig gepubliceerd in 2011 door Knapp & Heemstra.